# Chlorophlaeoba longiceps
Chlorophlaeoba longiceps is een rechtvleugelig insect uit de familie veldsprinkhanen (Acrididae). De wetenschappelijke naam van deze soort is voor het eerst geldig gepubliceerd in 1988 door Liang & Zheng.